# Rocznica urodzin Asteriksa i Obeliksa. Złota księga
Rocznica urodzin Asteriksa i Obeliksa. Złota Księga (fr. L’Anniversaire d’Astérix et Obélix – Le Livre d’or) – album o przygodach Gala Asteriksa i jego przyjaciół, stworzony przez Alberta Uderzo (scenariusz i rysunki).
Publikacja została wydana w 2009 r., w pięćdziesiątą rocznicę debiutu postaci Asteriksa na łamach czasopisma Pilote. Polskie wydanie (w tłumaczeniu Marka Puszczkiewicza) również pochodzi z 2009 r.

## Fabuła
Komiks składa się z krótkich historii i rysunków, stworzonych przez Uderzo (część ze scenariuszem autorstwa René Goscinnego). Wszystkie łączy motyw obchodów urodzin Asteriksa i Obeliksa, które ściągają do wioski Galów 400 postaci, które pojawiały się na kartach wcześniej publikowanych historii.